# Andrés Sanabria
Andrés Vinicio Sanabria Rojas (La Uruca, San José, 24 de mayo de 1986) es un exfutbolista costarricense. Juega como defensa y su último equipo fue la Asociación Deportiva Barrio México de la Segunda División de Costa Rica.
Durante su carrera jugó en equipos como Cartaginés, entre 2009 a 2014 y una segunda etapa entre 2016, Uruguay de Coronado durante 2015 y mitad del 2016, y por último Barrio México durante 2017 a 2020.

## Estadísticas

### Clubes
La siguiente tabla detalla los encuentros disputados y los goles marcados por Padilla en los clubes en los que ha militado.
| Club                    | Temporada           | Liga | Liga | Copas Nacionales * | Copas Nacionales * | Copas Internacionales ** | Copas Internacionales ** | Total | Total |
| Club                    | Temporada           | PJ   | G    | PJ                 | G                  | PJ                       | G                        | PJ    | G     |
| ----------------------- | ------------------- | ---- | ---- | ------------------ | ------------------ | ------------------------ | ------------------------ | ----- | ----- |
| Cartaginés · Costa Rica | 2009 - 2010         | 7    | 0    | 0                  | 0                  | 0                        | 0                        | 7     | 0     |
| Cartaginés · Costa Rica | 2010 - 2011         | 35   | 0    | 0                  | 0                  | 0                        | 0                        | 35    | 0     |
| Cartaginés · Costa Rica | 2011 - 2012         | 24   | 0    | 0                  | 0                  | 0                        | 0                        | 24    | 0     |
| Cartaginés · Costa Rica | 2012 - 2013         | 17   | 0    | 0                  | 0                  | 0                        | 0                        | 17    | 0     |
| Cartaginés · Costa Rica | 2013 - 2014         | 27   | 1    | 0                  | 0                  | 0                        | 0                        | 27    | 1     |
| Cartaginés · Costa Rica | 2014 - 2015         | 0    | 0    | 0                  | 0                  | 0                        | 0                        | 0     | 0     |
| Cartaginés · Costa Rica | Total               | 110  | 1    | 0                  | 0                  | 0                        | 0                        | 110   | 1     |
| Total en su carrera     | Total en su carrera | 110  | 1    | 0                  | 0                  | 0                        | 0                        | 110   | 1     |

## Palmarés
| Título            | Club       | Resultado |
| ----------------- | ---------- | --------- |
| Copa Popular 2014 | Cartaginés | Campeón   |